# 2004年夏季残疾人奥林匹克运动会拉脱维亚代表团
2004年夏季残疾人奥林匹克运动会拉脱维亚代表团是拉脱维亚派出的2004年夏季残疾人奥林匹克运动会代表团。获得1枚金牌、1枚银牌和1枚铜牌。